# Ludovic Van Dorm
Ludovic Van Dorm, né le 25 octobre 1968 à Neuilly-sur-Seine, est un acteur français. Van Dorm est un nom de scène.

## Biographie
Après avoir fait le Conservatoire à Paris, il a fait du théâtre, puis a joué dans différentes séries télévisées. Il est marié et a un fils.

## Filmographie

### Télévision

#### Séries télévisées
- 1996-2004 : Les Vacances de l'amour (saisons 1, 2, 4 et 5) : Rôle de Stéphane
- 1994 : Goal
- 1998 : Sous le soleil (Saison 4 Épisode 13 et 32"Une dernière note de musique") : le fan
- SOS 18 dans 2 épisodes : Psychodrame (2005) & La petite maison près de la rivière (2006)
- 2007-2010 : Baie des flamboyants: Rôle de Stéphane Laurent-Rose

#### Téléfilms
- 1993 : C'était la guerre tourné en Algérie.
- 2005 : Psychodrame
- 2006 : La petite maison dans la rivière